# Helmroestmos
Helmroestmos (Frullania dilatata) is een soort uit het geslacht roestmos (Frullania). Het groeit op verschillende bomen, vooral es (Fraxinus excelsior), wilg (Salix), populier (Populus), in goed verlichte omgevingen. 

## Kenmerken
Helmroestmos is een folieus levermos dat stengels vormt van 0,7–1,5 mm breed, met bladeren tot 1 mm breed en 1,2 mm lang; bladeren hebben ronde lobben. Het mos vormt matten en groeit meestal dicht tegen het substraat. Met de rizoïde plukjes aan de onderzijde hechten ze aan de ondergrond. De kleur is donker roodbruin tot zwartachtig, in schaduwrijke gebieden ook donkergroen. Vooral in de volle zon hebben de planten hun karakteristieke roestbruine kleur. De stengels zijn onregelmatig vertakt. De takken zijn ongeveer 1 cm lang en minder dan 1 mm breed. 
De bladcellen hebben 3–4 olielichamen en zijn in het midden van het blad 20–25 µm groot. De celhoeken zijn knoestig en verdikt, in sommige gevallen ook de celwanden.
Sporofyten komen regelmatig voor.

## Ecologie
Het groeit voornamelijk op de bast van loofbomen, vooral esdoorn en es, zelden op naaldschors of op rotsrijke bodems. Lichtrijke locaties in open bossen, bosranden of op vrijstaande bomen hebben de voorkeur. Het is een pioniersoort op bomen met een matig voedselrijke schors. De soort is enigszins droogtetolerant en is behalve in bossen ook op vrijstaande bomen aan te treffen.

### Syntaxonomie
In de syntaxonomie staat helmroestmos te boek als kensoort voor het boomsterretje-verbond.

## Verspreiding
Helmroestmos is wijdverbreid in Europa van laaggelegen tot hooggebergte, vaak gebruikelijk in West-Europa, minder vaak in gebieden met een landklimaat. Verder komt het voor in Azië en Noord-Afrika.
In Nederland is de soort algemeen. Het is niet bedreigd en staat niet op de rode lijst. Het kende in de 20e eeuw door luchtverontreiniging een achteruitgang. Een eeuw later werd het weer algemeen in vrijwel het gehele land. Het is een attractieve soort, die bij inventarisaties niet snel over het hoofd wordt gezien. 

## Naam
De soortaanduiding dilatata (verwijd) verwijst naar de ventrale lobben van de vergrote bladeren.

## Fotogalerij

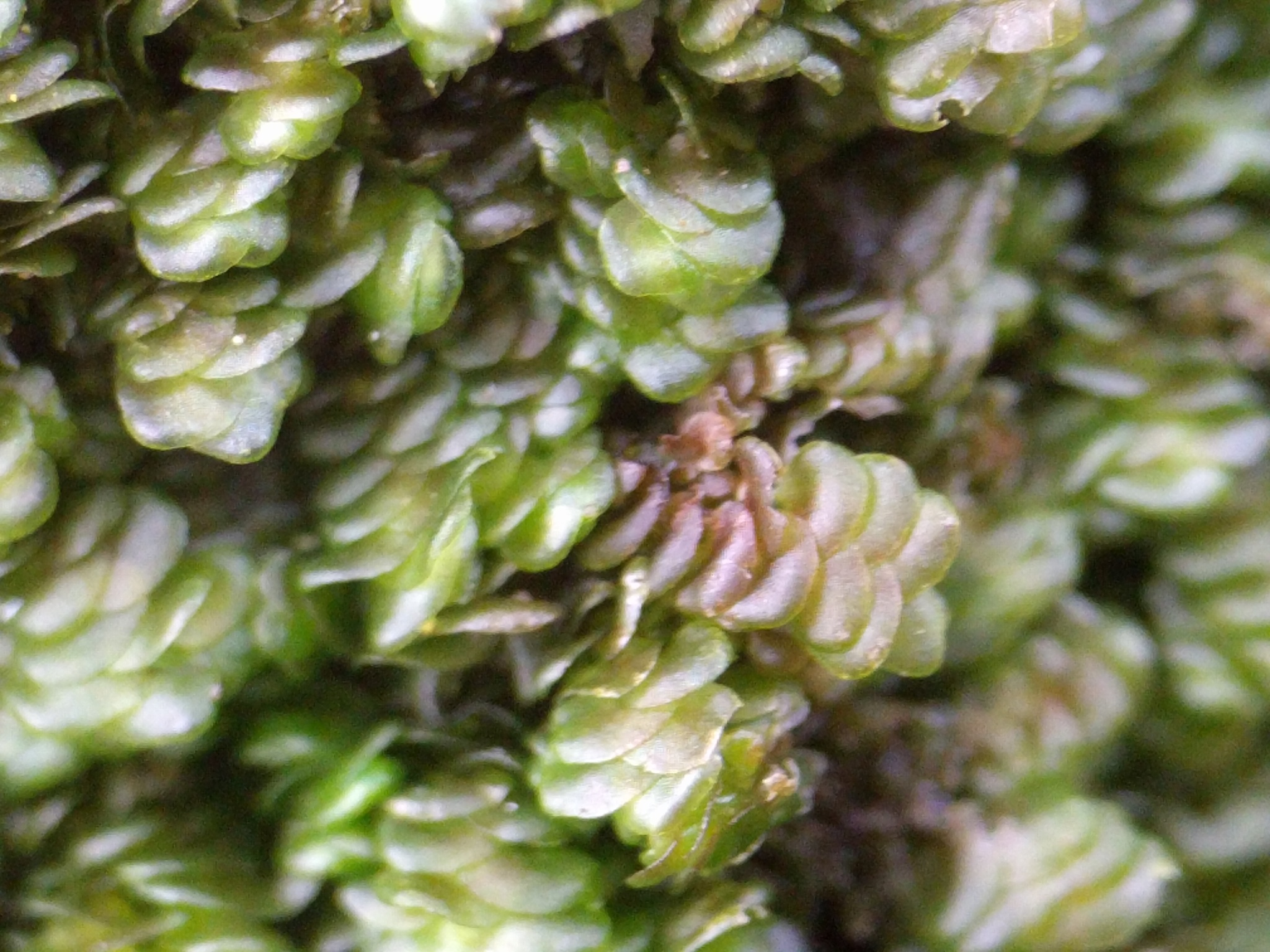
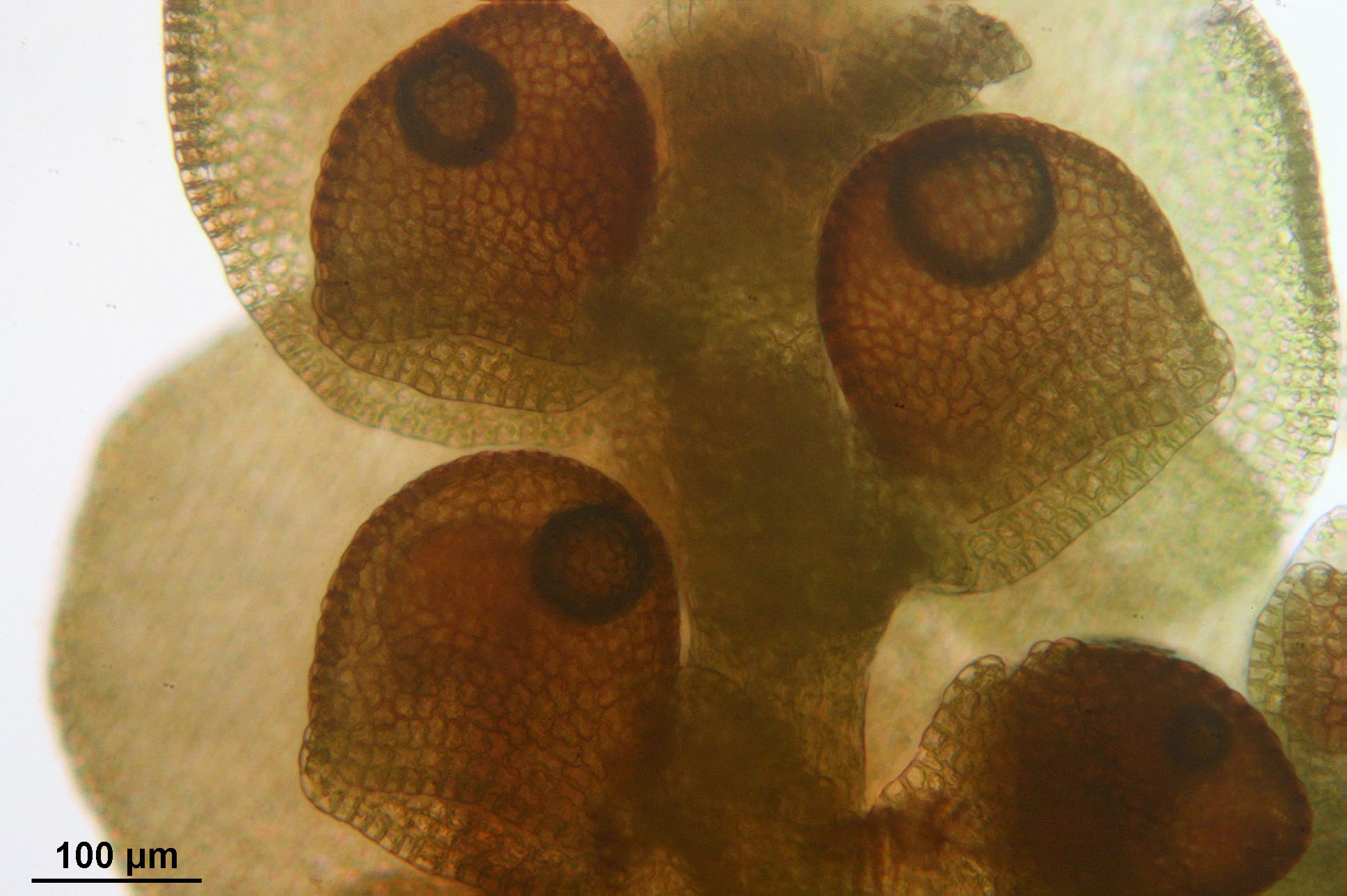
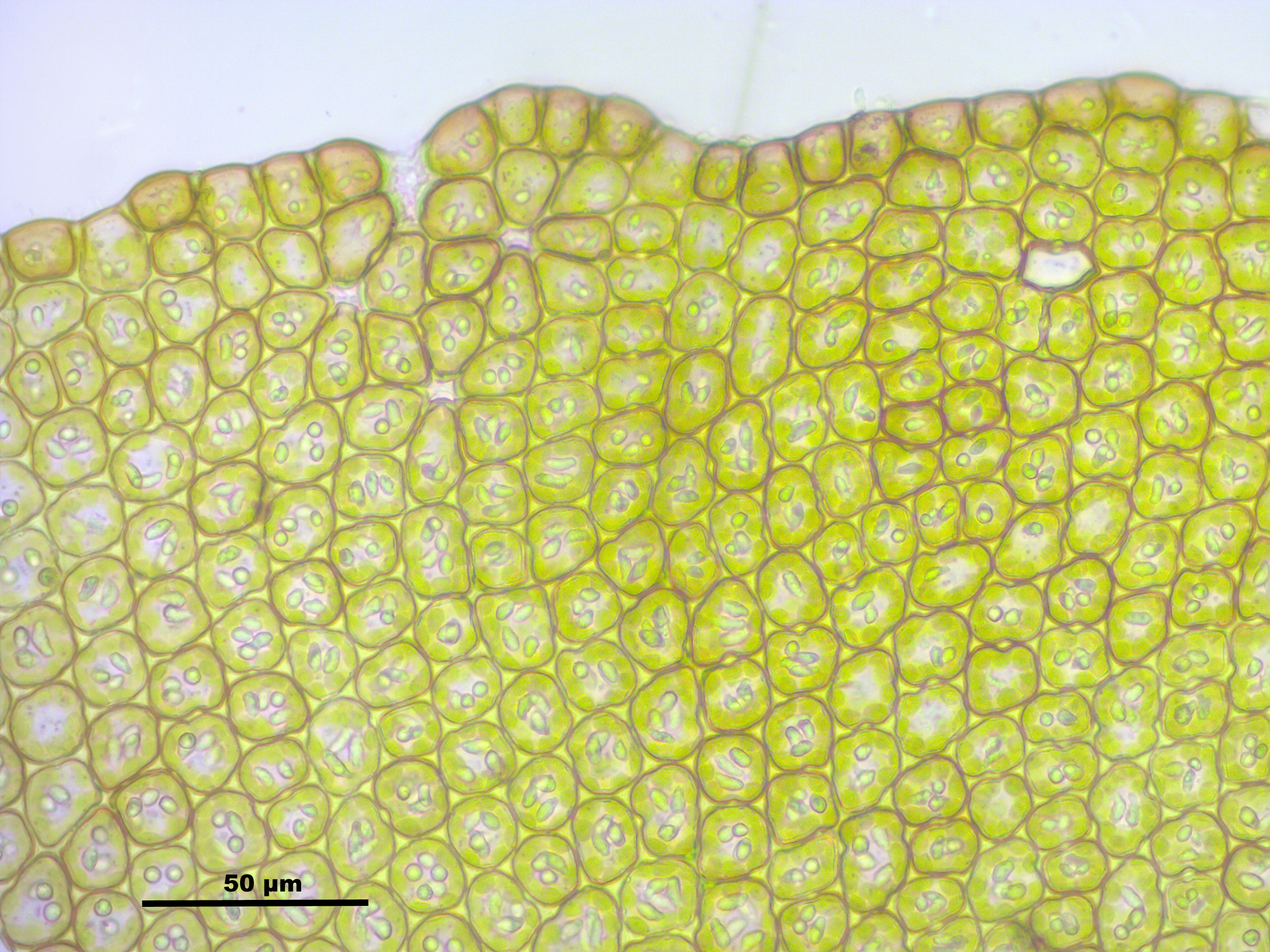
Bladcellen